# 水酸化アンモニウム
水酸化アンモニウム（ammonium hydroxide）は、アンモニアの水溶液を示す場合に用いられる名称である。アンモニア水（ammonia water）とも呼ばれ、NH3(aq)と表すことができる。アンモニア水中の電離平衡において中間体として NH4OH の存在が仮定されたこともあるが、この化学種の存在は否定されている。
化学式で[NH+
4][OH−]と塩のように表すが、この化学種の単離は不可能であり、希釈水溶液としてのみ存在する。

## 塩基性度
水溶液中ではアンモニアと水は次のような平衡にある。
{\displaystyle {\ce {{NH3}+{H2O}->{NH4^{+}}+OH^{-}}}}
1Mのアンモニア水溶液では、約0.42%のアンモニアがアンモニウムイオンとなり、pHは11.63となる。塩基解離定数は：
{\displaystyle K_{b}}{\displaystyle {\ce {={\dfrac {[NH4^{+}][OH^{-}]}{[NH3]}}=}}}{\displaystyle 1.8\times 10^{-5}}

## 実験室での用途
アンモニア水は伝統的に定性分析に用いられる。他のアミンと同様に銅(II)イオンと混合すると深青色の溶液になる。硝酸銀水溶液にアンモニア水を加えると酸化銀(I)が沈殿するが、アンモニア水を過剰量加えるとジアンミン銀(I)イオン錯体として溶解する。これはトレンス試薬と呼ばれる。
アンモニア水をCu2+のような金属イオンの存在下で過酸化水素水と混合すると、過酸化水素が急激に分解する。